# Медведевка (Гурьевский городской округ)
Медведевка — посёлок в Гурьевском городском округе Калининградской области. Входил в состав Кутузовского сельского поселения.

## История
Первое упоминание о Трутенау датируется 1374 годом.
В 1775 году кенигсбергский книгоиздатель Иоан Кантер (1738—1786) построил на ручье запруду, на нем мельницу и стал изготовлять, используя энергию воды, бумагу для книг. В Трутенау бывал добрый знакомый Кантера философ Иммануил Кант.
В 1820 году в Трутенау постоянно проживало 68 человек, а на бумажной фабрике работало 184 человека. В 1890 году имение принадлежало ротмистру в отставке Дугласу, потомку основателя крупного янтарного Карла Дугласа.
28 января 1945 года населенный пункт Трутенау был взят воинами 262-ro гвардейского стрелкового полка 87-й гвардейской стрелковой дивизии 43-й армии (командующий армией генерал А. П. Белобородов) и 89-й танковой бригады (командир бригады полковник А. И. Соммер) 1-го танкового корпуса 3-го Белорусского фронта.
В 1946 году Трутенау был переименован в поселок Медведевка. Севернее Медведевки расположено Военно-мемориальное кладбище «Курган славы». К началу XXI века от деревни Трутенау почти ничего не осталось кроме трех домов, стоявших раньше на окраине поселка. В среднем из них в конце 1940-х годов размещалась школа.

## Население
| 2002 | 2010 |
| ---- | ---- |
| 36   | →36  |